# Египетский язык
Еги́петский язы́к (𓂋𓏺𓈖 𓆎𓅓𓏏𓊖 r n km.t) — ныне мёртвый язык жителей Древнего Египта, составляющий отдельную ветвь афразийской языковой макросемьи, в рамках которой, по мнению одних учёных, наиболее близок к семитским, а по мнению других — в частности, И. М. Дьяконова — к чадским языкам.
Самое раннее известное полное предложение на египетском языке датировано приблизительно 2690 г. до н. э., что делает его одним из самых древних письменных известных языков наряду с шумерским. Последняя фаза египетского языка — коптский язык, который вымер к XVII веку и сейчас используется только как язык богослужения в Коптской православной церкви, со слабыми попытками возрождения его как родного языка.
Научная дисциплина, изучающая египетский язык — лингвистическая египтология.

## О названии
Использование термина «древнеегипетский язык» неправильно, поскольку не существует современного египетского языка (ср. греческий и древнегреческий), а нынешнее население Египта использует диалекты арабского языка (масри и саиди). Единственный смысл, который может нести термин «древнеегипетский язык» — это язык Древнего царства (см. староегипетский ранний и староегипетский языки).
Бо́льшая часть дат в статье приведена согласно авторитетному труду по египетской хронологии, в составлении которого участвовали около двадцати авторов под редакцией Эрика Хорнунга, Рольфа Краусса и Дэвида Уорбертона — «Хронология Древнего Египта» (англ. Ancient Egyptian Chronology).

## История языка
Таблица периодизации египетского языка.
| Стадии языка                  | Стадии языка                  | Основное время употребления языка                         | Основное время употребления языка                                           | Основное время употребления языка | Наиболее известные памятники                                               | Примечания |
| и разграничивающие их эпохи   | и разграничивающие их эпохи   | по ист. периодам                                          | по династиям                                                                | по датировкам                     | Наиболее известные памятники                                               | Примечания |
| ----------------------------- | ----------------------------- | --------------------------------------------------------- | --------------------------------------------------------------------------- | --------------------------------- | -------------------------------------------------------------------------- | --- |
| Староегипетский ранний        | Староегипетский ранний        | Додинастический период Раннее царство                     | 00 0 I II III                                                               | ок. XXXIII—XXVI вв. до н. э.      | различные палетки: Нармера, «Охотничья», «Косметическая»                   | Язык, реконструированный по находкам архаи- ческой письменности на палетках, ярлыках и т. п. (по сути, они являются не текстами, а ребусами).      |
| Староегипетский классический  | Староегипетский классический  | Старое царство 1 переходный период                        | IV V VI VII VIII IX X                                                       | ок. XXVI—XX вв. до н. э.          | Палермский камень, Тексты пирамид, биографии вельмож Мечена, Уни и Хорхуфа | Часто исследователи ограничивают этот язык VIII дин., так как текстов IX, X дин. мало, а их язык — в примитивной форме (напр. жертвенные формулы). |
| падение Старого царства       |                               | Старое царство 1 переходный период                        | IV V VI VII VIII IX X                                                       | ок. XXVI—XX вв. до н. э.          | Палермский камень, Тексты пирамид, биографии вельмож Мечена, Уни и Хорхуфа | Часто исследователи ограничивают этот язык VIII дин., так как текстов IX, X дин. мало, а их язык — в примитивной форме (напр. жертвенные формулы). |
| Среднеегипетский классический | Среднеегипетский классический | Среднее царство 2 переходный период начало Нового царства | XI XII XIII XIV XV XVI XVII XVIII                                           | ок. XX—XIV вв. до н. э.           |                                                                            | Существовал и в период XIX, XX дин., но больше использовался для надписей (напр., на храмах)                                                       |
|                               |                               | Среднее царство 2 переходный период начало Нового царства | XI XII XIII XIV XV XVI XVII XVIII                                           | ок. XX—XIV вв. до н. э.           |                                                                            | Существовал и в период XIX, XX дин., но больше использовался для надписей (напр., на храмах)                                                       |
|                               | Амарнский период              | Новое царство начало 3 переходного периода                | XVIII XIX XX                                                                | ок. XIII—XI вв. до н. э.          |                                                                            | Также встречается в текстах и позднее: в период XXI, XXII и даже XXX дин.                                                                          |
|                               | Новоегипетский язык           | Новое царство начало 3 переходного периода                | XVIII XIX XX                                                                | ок. XIII—XI вв. до н. э.          |                                                                            | Также встречается в текстах и позднее: в период XXI, XXII и даже XXX дин.                                                                          |
|                               | правление Рамессидов          | Новое царство начало 3 переходного периода                | XVIII XIX XX                                                                | ок. XIII—XI вв. до н. э.          |                                                                            | Также встречается в текстах и позднее: в период XXI, XXII и даже XXX дин.                                                                          |
| Среднеегипетский поздний      | Среднеегипетский поздний      | 3 переходный период Поздний период                        | XXI XXII XXIII XXIV XXV XXVI XXIII XXVIII XXIX XXX XXXI                     | X—IV вв. до н. э.                 |                                                                            | |
|                               |                               | 3 переходный период Поздний период                        | XXI XXII XXIII XXIV XXV XXVI XXIII XXVIII XXIX XXX XXXI                     | X—IV вв. до н. э.                 |                                                                            | |
|                               | Демотический                  | 3 переходный период Поздний период                        | XXV XXVI XXIII XXVIII XXIX XXX XXXI Птолемеи рим. и визант. префекты/епархи | VIII в. до н. э. — V в. н. э.     |                                                                            | |
| Птолемеевский                 | Птолемеевский                 | Эллинистический Египет Римский Египет Византийский Египет | Птолемеи рим. и визан. префекты/епархи                                      | IV в. до н. э. — V в. н. э.       | Розеттский камень                                                          | |
| распр. христианства           | распр. христианства           | Римский Египет Византийский Египет Арабский Египет        | Птолемеи рим. и визан. префекты/епархи правители арабских династий          | III—XVII вв.                      |                                                                            | На этом языке в Коптской православной церкви служения проходят и по настоящее время.                                                               |
| Коптский                      |                               | Римский Египет Византийский Египет Арабский Египет        | Птолемеи рим. и визан. префекты/епархи правители арабских династий          | III—XVII вв.                      |                                                                            | На этом языке в Коптской православной церкви служения проходят и по настоящее время.                                                               |
| распр. ислама                 |                               | Римский Египет Византийский Египет Арабский Египет        | Птолемеи рим. и визан. префекты/епархи правители арабских династий          | III—XVII вв.                      |                                                                            | На этом языке в Коптской православной церкви служения проходят и по настоящее время.                                                               |

В одно и то же время в том, что мы называем «египетским языком», могли существовать разные грамматические и речевые нормы, то есть можно говорить о внутреннем многоязычии. «Классическим» литературным языком, употреблявшимся с XX в. до н. э. до христианской эпохи, является среднеегипетский язык.
Существуют классические грамматики первой половины XX в. (А. Эрман, Г. Лефевр, А. Гардинер) и есть новые, появившиеся в конце XX в. (Дж. Аллен (США), Й. Борхаутс (Нидерланды), В. Шенкель (Германия) и др.) грамматики, различия между которыми основаны главным образом на объяснении глагольной системы.

## Письменность

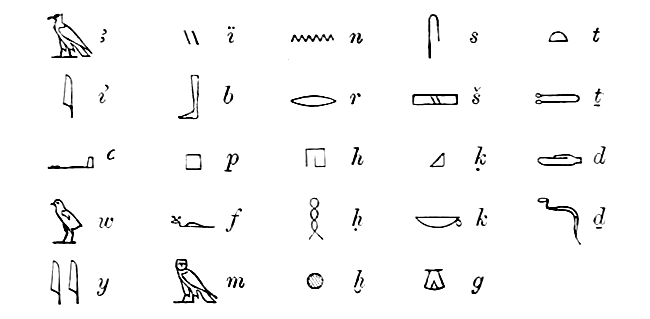
Египетское письмо

## Лингвистическая характеристика

### Фонетика и фонология

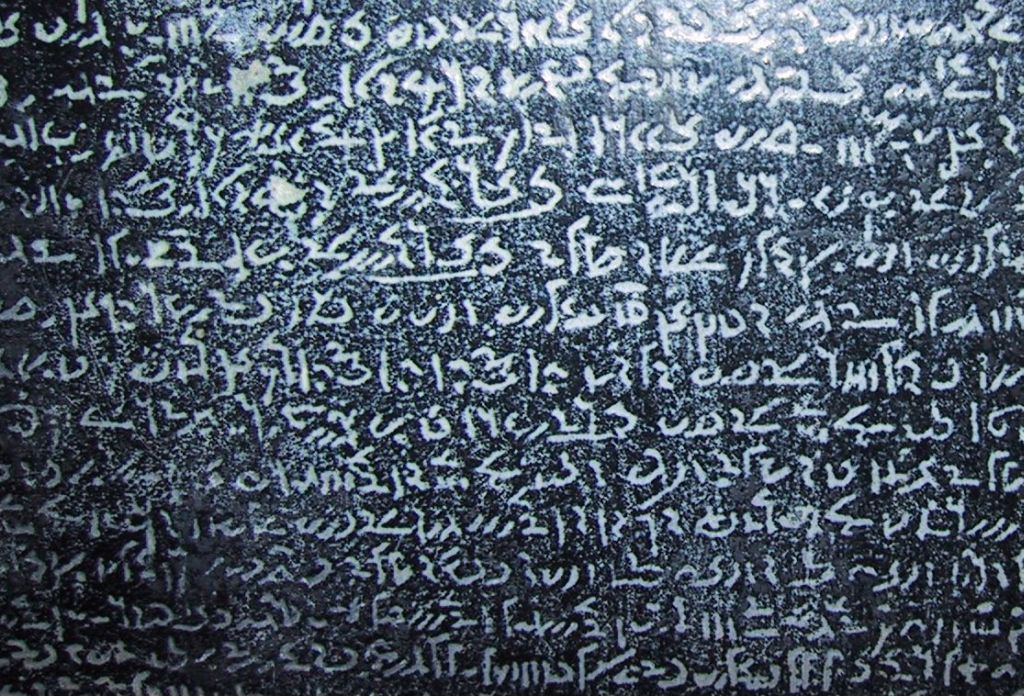
Египетская надпись на Розеттском камне (демотическим письмом)

#### Гласные
Поскольку гласные звуки египетского языка не отражались на письме, то сведения о них более чем скудны. Акустические и артикуляционные характеристики согласных звуков сделаны на основе коптских данных, а также сравнения египетского языка с другими языками.

#### Согласные
В египетском языке было 23 согласных звука, каждый из которых обозначался специальным, так называемым «алфавитным» знаком. На протяжении истории развития египетского языка происходили процессы оглушения звонких, редукции конечных гортанных и др. Для передачи египетских согласных звуков существует транслитерация на основе латинского алфавита. Из-за отсутствия гласных для произношения египетских слов принято «условное чтение», которое, однако, не отражает того, как эти слова на самом деле произносили носители языка.

### Морфология
В египетском языке можно выделить следующие части речи: существительные, местоимения, прилагательные, числительные, наречия, глаголы, предлоги, частицы и междометия. Имена имели мужской и женский род, единственное, двойственное и множественное числа. Падежное склонение отсутствовало, отношения между именами выражались предложными группами.
Личные местоимения, в зависимости от употребления, представлены тремя разрядами (суффиксальные, зависимые и независимые). Из указательных местоимений позднее произошёл определённый артикль.
Глагол имеет спрягаемые (перфект, статив, относительная форма и др.) и неспрягаемые формы (причастие, инфинитив). Глаголы могли быть переходными и непереходными, действительного и страдательного залога. Примечательной особенностью является возможность образования страдательных причастий от непереходных глаголов (хрестоматийный пример из надписи в гробнице Джехутихотепа II: «прийденная им дорога», то есть «дорога, по которой он пришёл»). Позднее большое значение приобретают формы описательного спряжения, образованные с помощью вспомогательных глаголов. Из наклонений можно выделить только повелительное. В ранний период у глагола отсутствовала категория времени; глагольные формы выражали однократность — многократность, мгновенность — длительность, действие — состояние. Позднее за некоторыми формами закрепляется то или иное временно́е значение.
Предлоги могли быть простыми и сложными, образованными из сочетания простого предлога и другой части речи. Частицы могли быть проклитическими и энклитическими. Они придавали различные оттенки значения как глаголам, так и целым предложениям.

#### Корень слова и его строение
Корень египетского слова состоял только из согласных звуков. У подавляющего большинства слов он трёхсогласный. В Берлинском словаре приведено около 16 000 слов. Графически слово могло состоять только из:
- корня,
- корня и суффикса,
- приставки и корня (редко),
- из удвоенного корня.

Эмоциональные качества и оттенки мышления описываются манерами их проявления и выражаются сложными словами, состоящими из двух и более корней («щедрость» — «протягивание руки»).
Заимствования в египетском языке из других языков начинаются с конца XVII века до н. э. в период вторжения гиксосов и продолжаются во время египетских завоеваний в Азии. Заимствования из египетского языка — главным образом в ономастике и топонимике — встречаются в аккадском, древнееврейском, арабском и греческом языках. Через посредство последнего некоторые слова попали и в русский. Существует этимологический словарь египетского языка.

### Синтаксис
В египетском языке в абсолютном большинстве случаев использовалось двусоставное предложение — то есть содержащее пару сказуемое/подлежащее. Для классического среднеегипетского языка базовым порядком слов в глагольном предложении являлось VSO (verb—subject—object) — сказуемое, подлежащее, дополнение. Порядок мог нарушаться — к примеру, при появлении косвенного дополнения. Известны случаи эмфазиса, при котором базовый порядок также мог быть нарушен. Существуют различные схемы классификации египетского предложения по предикату, разница между которыми основана на отнесении того или иного типа к более высокой группе (именные/неименные, глагольные/безглагольные и др.), однако всеми исследователями выделяются следующие типы (эта схема принята А. Х. Гардинером в его «Египетской грамматике», а также в грамматике Дж. П. Аллена):
- предложение с именным сказуемым со след. базовым порядком: 1) подлежащее, 2) сказуемое; но во многих случаях использовался и обратный порядок, поэтому часто возможность установить порядок следования членов предложения предоставляет только контекст; широко были распространены предложения с подлежащим — указательным местоимением;
- предложение с прилагательным сказуемым со след. базовым порядком: 1) сказуемое, 2) подлежащее; исключение составляли предложения с независимым местоимением в качестве подлежащего; также было возможно использование указательного местоимения;
- предложение с наречным сказуемым со след. базовым порядком: 1) подлежащее, 2) сказуемое; был наиболее распространённым типом предложений; часто использовались конструкции со вспомогательными глаголами jw, wn, которые в некоторых случаях можно рассматривать как сказуемые;
- предложение с глагольным сказуемым с описанным выше базовым порядком слов.

При изменении предложения по цели высказывания порядок слов, в целом, не менялся. Так, любое повествовательное предложение могло быть изменено на вопросительное при помощи специальной частицы, встававшей на первое место в предложении.

#### Сложные предложения
За редкими исключениями придаточное предложение идёт вслед за главным. Связь между предложениями обычно осуществлялась простым примыканием, но возможно использование предлогов и специальных относительных частиц. Были распространены как двучленные, так и одночленные сложноподчинённые предложения. Придаточное может являться подлежащим, дополнением, определением или обстоятельством при главном.

#### Прямая и косвенная речь
Прямая речь могла вводиться специальным выражением «он сказал» и близкими по значению. При разговоре произнесённое следовало друг за другом, без указания говорящего. Косвенная речь почти отсутствовала.
Новоегипетский синтаксис претерпел значительные изменения. Общая тенденция — переход от синтетических форм к аналитическим — вызвала перестройку базовых конструкций предложения относительно среднеегипетского. В очень небольшом количестве случаев новоегипетские конструкции ближе к староегипетскому.

## История изучения
Научное изучение египетского языка начинается со второй четверти XIX века, после того как в 1822 году Ф. Шампольону удалось расшифровать египетскую иероглифику.

### Комментарии
1. ↑  Пример из учебника А. Х. Гардинера (Gardiner, &148): m=k nTr rdj.n=f anx=k — «вот, смотри, это Бог, он дал жизнь твою» (подлежащее смещается на первое место в предложении); snty=k dj.n=j sn m sA HA=k — «сёстры твои, я поместил их под защиту, позади тебя» (дополнение смещается на первое место в предложении).

### Основные грамматики
Среднеегипетский язык:
- Gardiner A.H. Egyptian Grammar. Being an Introduction to the Study of Hieroglyphs. Oxford, 3nd ed., 1957.
- Петровский Н. С. Египетский язык. Л. 1958.
- Graefe E. Mittelägyptische Grammatik für Anfänger. 5th ed. Wiesbaden, 1997.
- Allen J. P. Middle Egyptian: An Introduction to the Language and Culture of Hieroglyphs. Cambridge, 3nd ed., 2014.
- Malaise M., Winand J. Grammaire raisonnée de l'égyptien classique. Liege, 1999.

Новоегипетский язык:
- Korostovtsev M. Grammaire du néo-égyptien. M., 1973.
- Černý J., Groll S. I. A Late Egyptian Grammar. 4th ed. Rome, 1993.
- Junge F. Einführung in die Grammatik des Neuägyptischen. Wiesbaden, 2.Aufl., 1999.

Поздний среднеегипетский язык:
- Jansen-Winkeln K. Spätmittelägyptische Grammatik der Texte der 3.Zwischenzeit. AAT, 1996.

Птолемеевский язык:
- Kurth D. Einführung ins Ptolemäische. Eine Grammatik mit Zeichenliste und Uebungsstücken, Teil 1-2, Hützel, 2008-9

Демотический язык:
- Lexa F. Grammaire démotique. Vol. I—VII. Praha, 1947-51.
- Johnson J. H. — Thus Wrote 'Onchsheshonqy. An Introductory Grammar of Demotic. 2nd ed. Chicago, 1991.

### Словари
Общие:
- Erman, A.; Grapow, H. Wörterbuch der aegyptischen Sprache. Bd. I—V. Berlin, 1926—1931.
- Hannig, R. Großes Handwörterbuch Ägyptisch-Deutsch. Mainz, 1995.
- Takács, G. Etymological Dictionary of Egyptian. Bd. I—III (издание продолжается). Leiden—Köln, 1999—2007.
- Thesaurus Linguae Aegyptiae

По отдельным стадиям развития языка:
- Erichsen, W. Demotisches Glossar, Kopenhagen, 1954.
- Kahl, J.; Bretschneider, M.; Kneißler, B. Frühägyptisches Wörterbuch. Bd. 1—3 (от ȝ до ḥ, издание продолжается). Wiesbaden, 2002—2004.
- Hannig, R. Ägyptisches Wörterbuch I: Altes Reich und Erste Zwischenzeit. Mainz am Rhein, 2003 (Hannig-Lexica, 4).
- Faulkner, R. O. A Concise Dictionary of Middle Egyptian. Oxford, 1962.
- Hannig, R. Ägyptisches Wörterbuch II: Mittleres Reich und Zweite Zwischenzeit. Mainz am Rhein, 2006 (Hannig-Lexica, 5).
- Lesko, L. H., Lesko, B. S. A Dictionary of Late Egyptian. 2nd ed. Vol. I—II. Providence, 2002—2004.
- Wilson, P. A Ptolemaic Lexicon. A Lexicographical Study of the Texts in the Temple of Edfu. OLA 78, 1997.
- Johnson, J. H. The Demotic Dictionary. Chicago, 2001.

### Хрестоматии
- Sethe K. Ägyptische Lesestücke. Leipzig, 1924.
- Лурье И. М. Хрестоматия египетских иератических текстов. Л., 1947.
- Матье М. Э. Хрестоматия египетских иероглифических текстов. Л., 1948.

### Разное
- Ернштедт П. В. Египетские заимствования в греческом языке
- Ботанцов Д. В., Ботанцов И. В. Основы древнеегипетского языка. М., 2013 (6-е изд. — 2019). ~ первый русскоязычный учебник, ориентированный на непрофессионалов